# Félix Isisola
Félix Isisola Villalobos (ur. 5 maja 1964) – peruwiański zapaśnik walczący w stylu klasycznym. Olimpijczyk z Atlanty 1996, gdzie zajął siedemnaste miejsce w kategorii 82 kg.
Piętnasty zawodnik mistrzostw świata w 1987. Czwarty na igrzyskach panamerykańskich w 1999, piąty w 1995, szósty w 1987. Srebrny medalista na mistrzostwach panamerykańskich w 1994. Mistrz igrzysk Ameryki Południowej w 1990, drugi w 1994 i trzeci w 1990. Dziewięciokrotny medalista mistrzostw Ameryki Płd. Zdobył dwanaście medali na igrzyskach boliwaryjskich, złote w 1985 i 1993 roku. W 2013 roku zdobył tytuł mistrza świata policjantów i strażaków.